# Simon Graves
Simon Graves, né le 22 mai 1999 à Holstebro au Danemark, est un footballeur danois qui évolue actuellement au poste de défenseur central au PEC Zwolle.

## Biographie

### Carrière en club
Né à Holstebro au Danemark, Simon Graves commence le football dans le club de sa ville natale, l'Holstebro BK (en) avant d'être formé par le Randers FC qu'il rejoint en 2015 pour intégrer l'équipe des U17. En janvier 2018 il signe son premier contrat professionnel, d'une durée de trois ans. Il joue son premier match en professionnel le 11 septembre 2018 lors d'un match de coupe du Danemark face au Næsby BK (en). Il est titulaire au poste de défenseur central ce jour-là et son équipe s'impose aux tirs au but. Le 4 novembre suivant il joue son premier match de Superligaen, l'élite du football danois, face à l'AGF Aarhus. Il entre en jeu à la place de Saba Lobzhanidze et son équipe s'impose par deux buts à zéro.
Le 26 juin 2020, Simon Graves prolonge son contrat avec le Randers FC jusqu'en 2024.
Le 30 janvier 2023, lors du mercato hivernal, Simon Graves rejoint l'Italie afin de s'engager en faveur du Palerme FC. Il signe un contrat courant jusqu'en juin 2027,.
Il joue son premier match pour Palerme le 5 février 2023, lors d'une rencontre de championnat face au Reggina 1914. Il entre en jeu lors de ce match remporté par son équipe (2-1 score final).
Le 21 août 2024, Simon Graves rejoint le PEC Zwolle sous la forme d'un prêt d'une saison. Le club dispose d'une option d'achat sur le joueur.

### En sélection
Simon Graves compte trois sélections avec l'équipe du Danemark des moins de 19 ans, toutes obtenues en 2018.